# Теория моды
Теория моды — аналитическая дисциплина, связанная с изучением костюма и его системы. Теория моды связана с несколькими направлениями: изучением социальных аспектов и идеологической практики, исследованием экономических основ и маркетинговых стратегий, изучением аксиологических принципов и художественных особенностей элементов моды. Теория моды — широкая исследовательская область, посвященная изучению как объектов материальной культуры (костюма, мебели, аксессуаров, предметов быта), так и идеологических концепций, связанных с установлением системы ценностей. В области теории моды, как правило, обозначают несколько основных направлений, основными из которых называют социальные теории, доктрину потребления, концепции телесного и проблему языка.

## Общая характеристика
Теория моды рассматривает широкий круг дисциплин, связанных с экономическими теориями, концепциями потребления, социальными доктринами, аксиологическими концепциями, художественными теориями и т. д. Сложность теории моды — неустойчивость предмета и метода. Теория моды заимствует методологическую базу из разных дисциплин, объединяя экономические, социальные и художественные теории. Одновременно не до конца ясным остается предмет и границы моды, которая разделена между предметными, идеологическими, аксиологическими и художественными теориями. Среди основных направлений Теории моды наиболее заметными являются теория потребления и его маркетинговая основа, динамика социальных систем, теория социального действия, теория повседневности, идеологическая программа моды, исследование системы ценностей, изучение моды как языковой системы, феноменология тела, мифологическая программа моды, концепция новизны и дихотомия традиционной культуры.

## Мода и социальные теории
Аналитика моды как явления связана с изучением социального пространства. Мода связана с разграничением структуры общества и может быть представлена как форма социальных отношений. «Мода — это частный случай положения индивида в обществе и форма социальной ассимиляции обществом его представителей». Подавляющее большинство аспектов, связанных с программой, системой и ритуалами моды могут быть оценены как социальный феномен. Моду определяют как один из механизмов социальной регуляции. Социологические концепции моды принято рассматривать как часть общей социальной теории. В исследованиях социологического толка моду часто оценивают как инструмент формирования социального поля, фактор символического обмена или как институт социального действия. Мода участвует в процессе интеграции и дифференциации различных социальных групп. Социологическая платформа в сфере теории моды представлена такими авторами как Георг Зиммель, Вальтер Беньямин, Ирвинг Гофман, Жиль Делёз, Никлас Луман и Пьер Бурдьё.

## Мода и теория потребления
Важная концептуальная платформа в исследованиях моды — теория потребления. Работы этого направления связаны с изучением экономических теорий и маркетинговых стратегий. Большинство исследований, которые проводятся в этой сфере, осуществляются в системе других общественных наук: истории, права, политологии и т. д. Исследования этой категории напрямую связаны с классической политэкономией и изучением основ экономической теории, изложенной в трудах Адама Смита и Карла Маркса. Исследователи обращают внимание, что предметом потребления является не вещь, а смысл.
Потребление логически отделено от производства: в нём принимают участие два разных экономических агента. Потребление рассматривают и как материальный процесс, и как абстрактную практику, укорененную в знаках и символах. В маркетинговых теориях перспективы сводятся к совершенствованию товара, управлению брендом и увеличению объёма продаж.
В то же время, исследователи обращают внимание на тот факт, что маркетинг и теория моды — не одно и то же. Теоретические аспекты моды как феномена значительно шире теории производства или техники продаж и не могут быть ограничены узкими рамками теории потребления.

## Мода и идеологическая программа
Один из главных вопросов теории моды — что является предметом потребления? Исследователи обращают внимание на тот факт, что в системе моды объектом потребления становится не сам предмет, а связанная с ним система символических ценностей. Идея моды в том, что она представляет не вещь, а смысл. Внимание на этот парадокс обратил Макс Вебер. Форму производства, и формат потребления, мир товаров и денег Вебер считал итогом сформированной идеологической программы. «Экономический оборот системы моды — это операция смыслов». Мода устанавливает идеологические ориентиры и идеологический стандарт. Смысл моды часто видят не в утверждении материального производства, а в установлении и утверждении ценностей. Содержательная основа моды — производство идеологий.

## Мода и миф
В некоторых исследованиях мода рассматривается одной из форм современной мифологии. Смысл моды — не в идентификации элементов одежды и костюмных форм, а в создании системы отношений и утверждении новых идеологических правил. Концепция, позволяющая рассматривать моду как миф, принадлежит Ролану Барту. Он называл миф и механизмы его формирования основой современных социальных и культурных институций. Оценивая миф как инструмент, функция которого — удалять реальность, он оценивает моду как систему, образующую символическую надстройку. Эта концепция была продолжена другими исследователями и позволила представить моду одной из форм мифологического сознания.

## Мода и проблема языка
Значительная часть концепций в области моды связана с теорией языка. Эту ситуацию иногда объясняют общим состоянием аналитических теорий середины XX века, связанных с попытками видеть языковую конструкцию основой мышления и социальных практик (т. н. «Лингвистический поворот»). Возникновение языковых теорий в сфере моды связано с именем Ролана Барта и его работой «Система моды». В этой аналитической системе моду рассматривают как язык и систему знаков.
«Развитие языковых концепций в теории моды связано с критикой двух основных конструкций: идентификации моды как примитивного языка и критики стандартного (в некоторых случаях упрощенного) понимания конструкции языка». Многие концепции, связанные с изучением лингвистической основы моды, были продиктованы преодолением примитивных представлений о языке, знаке и тексте.

## Мода и бессознательное
Исследования этого направления опираются на аналитическую философию и психиатрическую практику. Мода непосредственно связана с бессознательным, и подчинена проблеме восприятия телесного опыта. Принципиальное воздействие на это направление оказали работы Зигмунда Фрейда и Мориса Мерло-Понти. В частности, концепции Фрейда часто используют при описании эротизма моды. Речь идет об идентификации Я через костюм и его телесные практики.

## Мода и тело
Изучение костюма и теория моды связаны с исследованием непосредственного телесного опыта. Мода непосредственно связана с телом и подчинена его строению. В теории моды костюм часто рассматривают как телесную практику. Одежда по умолчанию предполагает тело. Костюм отделяет тело от внешнего мира и, одновременно, отражает представление о коллективной и персональной идентичности. Костюм подчеркивает или нивелирует формы человеческого тела. К таким инструментам, например, относят корсет, пышные рукава, завышенную талию и т. д. Изменение пропорций тела, минимизация или гипертрофия форм является одной из функций костюма. Также мода формирует представления об идеальном теле и эти представления меняются от эпохи к эпохе.

## Мода и структура
Важное направление теории моды связано с изучением структуры костюма. Этот аспект связан с изучением кроя и системами, которые обеспечивают художественные особенности костюма. Крой определяет внешний вид одежды и обеспечивает структурные принципы в костюме. Крой определяет возможности порядка и бесформенного в одежде. Выявление структуры и кроя рассматривается как элемент деконструкции в моде. Деконструктивизм как явление опирается на теоретическую систему, предложенную в работах Жака Деррида, которая рассматривает принципы языка и мышления.

## Мода и культура повседневности
Культура повседневности является важным направлением в области теории моды. Оно связано с изучением культурных ритуалов и социальных практик повседневной культуры. Бытовое поведение может рассматриваться как основа моды, как её возможный источник. Изучение повседневности связано с исследованием культурных практик обыденной жизни и причинами их различия и изменения в различные исторические периоды. Эти культурные практики рассматриваются как элементы, влияющие на формирование тех или иных предпочтений в сфере моды.